# The Amazing Mr. Blunden
Pour plus de détails, voir Fiche technique et Distribution.
The Amazing Mr. Blunden est un film britannique réalisé par Lionel Jeffries, sorti en 1972.

## Synopsis
L'histoire commence en 1918, quand M. Blunden rend visite à Madame Allen, récemment devenue veuve et vivant dans des circonstances de pauvreté avec ses trois enfants, Lucy, Jamie et le bébé Benjamin. M. Blunden propose à Mme Allen un emploi de gardienne dans une maison qui appartenait auparavant à M. Latiner, elle accepte l'emploi, malgré les rumeurs de fantômes dans la maison. Puis Lucy et Jamie rencontre des fantômes.

## Fiche technique
- Titre original :The Amazing Mr. Blunden
- Titre en français :L'étonnant M. Blunden
- Réalisation : Lionel Jeffries
- Scénario : Lionel Jeffries
- Production : Barry Levinson
- Image : Gerry Fisher
- Montage : Teddy Darvas
- Musique : Elmer Bernstein
- Pays d'origine :  Royaume-Uni
- Format : couleur (Eastmancolor)
- Genre : Comédie, Film de fantasy
- Durée : 99 minutes
- Date de sortie : Décembre 1972

## Distribution
- Laurence Naismith : Frederick Percival Blunden
- Lynne Frederick : Lucy Allen
- Garry Miller : Jamie Allen
- Rosalyn Landor : Sara Latimer
- Marc Granger : Georgie Latiner
- Diana Dors : Madame Wickens (femme de ménage)
- Dorothy Alison : Madame Allen
- James Villiers : Oncle Bertie
- Madeline Smith : Bella Wickens
- David Lodge : M. Wickens
- Stuart Lock : Thomas Mortimer
- Debbie Davies : Mlle Meakin
- Graham Crowden : M. Clutterbuck
- Erik Chitty : M. Claverton
- Reg Lye : Sexton
- Paul Eddington : Sexton
- Aimée Delamain : Elsie Tucker
- Paddy Ward : Conducteur du bus
- Benjamin Smith : Benjamin

## À noter
- Le film fut présenté au Festival international de Paris du film fantastique et de science-fiction en 1974.